# Przytarnia (jezioro)
Przytarnia (Przytany) (kaszb. Jezoro Przëtarniô) – przepływowe jezioro rynnowe położone na Pojezierzu Bytowskim, na południowy wschód od Tuchomia w gminie Tuchomie, w powiecie bytowskim województwa pomorskiego. Przytarnia zajmuje powierzchnię 7 ha. Przepływająca przez jezioro rzeka Kamienica łączy je na południu z akwenem dużego jeziora Kamieniczno.